# Быкова, Ульяна Кузьминична
Улья́на Кузьми́нична Бы́кова (5 декабря 1907, Ивановское, Курская губерния — 29 декабря 1977, там же) — свинарка колхоза «Красный Октябрь» Рыльского района Курской области, Герой Социалистического Труда.

## Биография
Родилась 5 декабря 1907 года в селе Ивановское Льговского уезда Курской губернии (ныне — Рыльского района Курской области). Русская. Из семьи штукатура, умершего в 1919 году. С 9 лет батрачила. Образование начальное.
В 1930—1968 годах — свинарка колхоза «Красный Октябрь» Рыльского района.
Одной из первых вступила в колхоз, ей было поручено ухаживать за колхозными свиньями. Цепко взялась за работу. Хорошо кормила свиноматок, заботливо ухаживала за ними, и результаты с каждым годом получались всё лучше.
Мирному труду помешала война. Когда немцы приблизились к родному селу, она упросила командиров проходивших воинских частей взять свиней для питания воинов.
Когда вражеские захватчики были изгнаны из Ивановского, на ферме не осталось ничего, в том числе и свиней. В приспособленных бывших конюшнях князя Барятинского было решено разводить свиней. В порядке помощи освобождённым районам из Пензенской области было получено всего трёх поросят. Тогда и была поставлена задача — создать продуктивное стадо свиней. На основе индивидуального отбора и подбора хряков и свиноматок надо было улучшить приспособляемость свиней крупной белой породы к местным условиям, увеличить их плодовитость, повысить молочность, а также улучшить их способность к откорму.
С этого и начала свою работу У. К. Быкова. В 1944 году от двух свиноматок — первоопоросом было выращено лишь 12 поросят. Но по тем временам и это было достижение. В следующем году от этих же маток и ещё от четырёх проверяемых было получено 75 поросят.
Особенно же удачным оказался 1947 год. Тогда У. К. Быкова от каждой из семи закреплённых за ней свиноматок вырастила к отъёму по 25 поросят, причём каждый из них к двухмесячному возрасту весил в среднем 15,8 килограмма.
Больших успехов она смогла добиться в результате правильной организации кормления, ухода за свиноматками и поросятами, в результате новых методов в воспроизводстве стада, в выращивании поросят. Применяла опыт организации уплотнённых опоросов, на свиноферме колхоза они стали системой. Раз в два года каждая свиноматка давала три опороса.
Указом Президиума Верховного Совета СССР от 27 июля 1948 года, в соответствии с Указом Президиума Верховного Совета СССР от 16 сентября 1947 года за получение высокой продуктивности животноводства в 1947 году при выполнении колхозом обязательных поставок сельскохозяйственных продуктов и плана развития животноводства Быковой Ульяне Кузьминичне присвоено звание Героя Социалистического Труда с вручением ордена Ленина и золотой медали «Серп и Молот».
В последующие годы она добивалась ещё более высоких показателей, выращивая к отъёму по 27-29 поросят от каждой свиноматки. Из-за проблем со здоровьем была вынуждена уйти на заслуженный отдых. Жила в селе Ивановское. Умерла 29 декабря 1977 года. Похоронена в селе Ивановское.
Награждена орденами Ленина, Трудового Красного Знамени, медалями, в том числе медалью «За доблестный труд в Великой Отечественной войне 1941—1945 гг.».